# Bourgondische Nederlanden

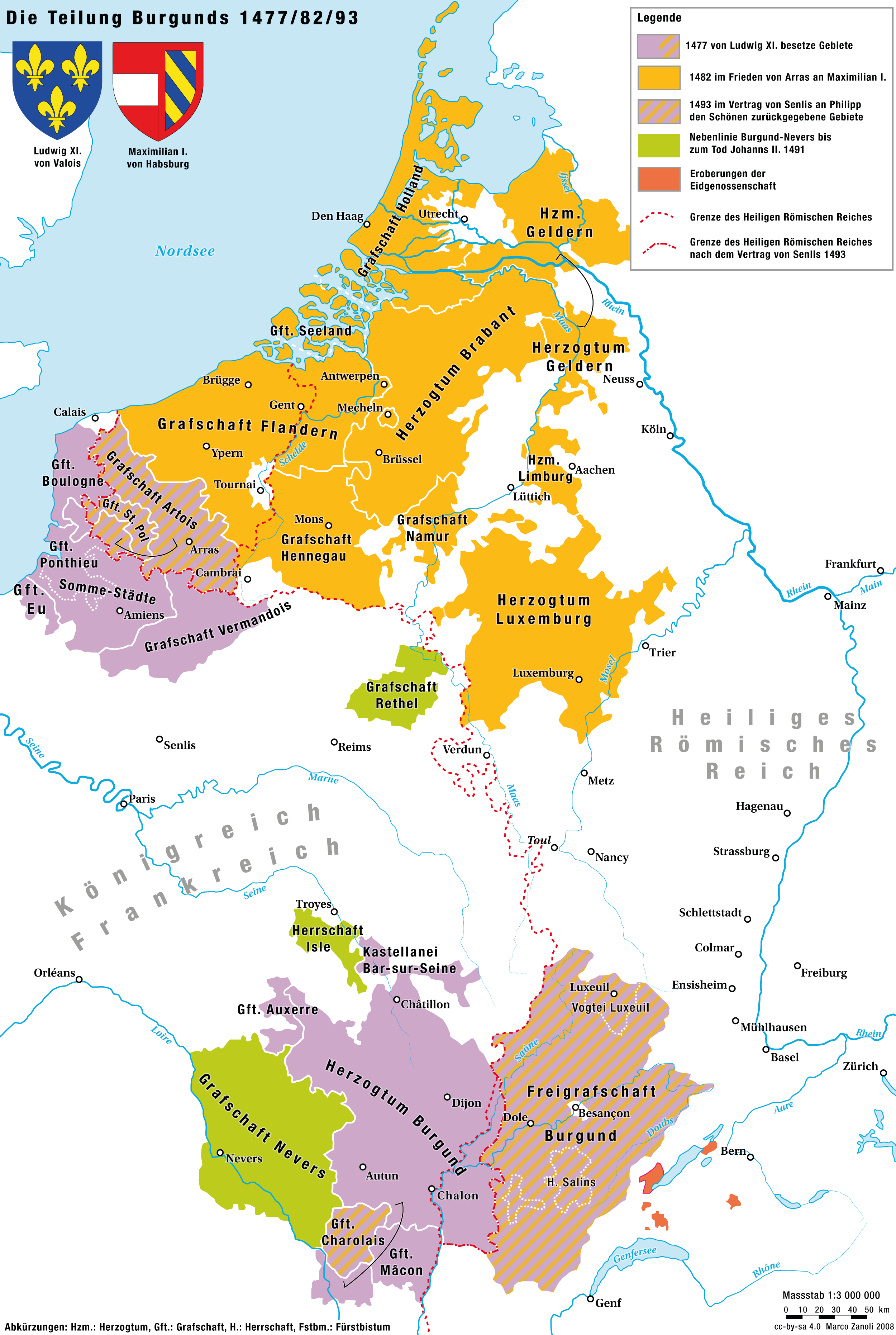
De verdeling van de Bourgondische erfenis tussen Frankrijk en Habsburg tot 1493

De Bourgondische Nederlanden (Latijn: Burgundiae Belgicae) of Bourgondische tijd is de periode tussen 1384 en 1482, waarin een steeds groter deel van de Lage Landen werd geregeerd door de hertogen van Bourgondië. Binnen hun Bourgondische rijk, dat zelf deels tot het Heilige Roomse Rijk en deels tot het koninkrijk Frankrijk behoorde, voegden zij deze verschillende gebieden bijeen tot een staatkundig verband dat verder ging dan een personele unie en dat voor het eerst centrale instellingen kreeg. 
Deze periode begon met het aantreden van hertog Filips de Stoute als graaf van Vlaanderen en Artesië, en liep tot het overlijden van hertogin Maria van Bourgondië in 1482, toen het Bourgondische rijk verloren ging en de Lage Landen door erfenis onder het bestuur van de Habsburgse monarchie kwamen.
In de 15e eeuw was het gebruikelijk om de laaglandelijke gewesten waar de hertog van Bourgondië regeerde en gewoonlijk verbleef, aan te duiden met les pays de par-deçà of de landen van herwaarts over. Het eigenlijke Bourgondië werd aangeduid met les pays de par-delà of de landen van derwaarts over (zie ook Benamingen van de Lage Landen). Vanaf de heerschappij van het Huis Habsburg in 1482 worden de Bourgondische Nederlanden de Habsburgse Nederlanden genoemd.

## Geschiedenis
Als begin van de Bourgondische Nederlanden geldt het jaar 1384, toen de Vlaamse graaf Lodewijk van Male overleed en zijn schoonzoon Filips de Stoute graaf-gemaal werd van Vlaanderen en Artesië. Deze prins uit de Franse koninklijke dynastie van het huis Valois, tevens hertog van Bourgondië, was in 1369 getrouwd met de vermoedelijke erfgename Margaretha van Male en had zijn heerschappij grondig voorbereid. Zijn vader was koning Jan II van Frankrijk en zijn oudere broer besteeg in 1364 de troon als koning Karel V de Wijze. 
Vooral de kleinzoon van Filips de Stoute, hertog Filips de Goede (1396-1467) wist, na de moord op zijn vader Jan zonder Vrees in 1419, meerdere gewesten te verwerven, meestal op vreedzame manier door middel van huwelijk, erfenis of afkoop:
- In 1421 het graafschap Namen door aankoop van Jan IV van Brabant
- In 1430 de hertogdommen Brabant en Limburg (met de Landen van Overmaas) na de dood van Filips van Saint-Pol door een besluit van de Staten van Brabant
- In 1433 de graafschappen Holland, Zeeland en Henegouwen na afstand door Jacoba van Beieren, dochter van graaf Willem VI, met de zogeheten Zoen van Delft
- In 1432 de heerlijkheid West-Friesland, verbonden aan het Graafschap Holland
- In 1443 het hertogdom Luxemburg na de dood van zijn kinderloze nicht Elisabeth van Görlitz

Filips de Goede verzekerde zich bovendien van de controle over de prinsbisdommen Luik, Utrecht en Kamerijk. Daarom gaf humanist en historicus Justus Lipsius hem later het epitheton: Conditor Belgii.
In 1430 stichtte Filips de Goede de exclusieve Orde van het Gulden Vlies om daarmee zijn dynastie nog meer aanzien te verlenen. Enkele symbolen van deze orde, met name het Bourgondisch kruis en de vuurslag, zouden ook staatkundige symbolen van de Bourgondische en later de Habsburgse Nederlanden worden.

### Voorgeschiedenis
Bourgondië, waar zich in de 1e eeuw de Keltische Aedui ophielden, was in 407 reeds als koninkrijk Bourgondië gesticht, en werd vroeg in de geschiedenis een zelfstandig gebied van het koninkrijk Frankrijk. In 880 was het noordwestelijk deel het hertogdom Bourgondië geworden, vergelijkbaar met het latere hertogdom Brabant of het prinsbisdom Luik. In 1032 schonk Hendrik I van Frankrijk bij gebrek aan erfopvolgers de hertogstitel aan zijn broer Robert I Capet. Toen in 1361 ook diens erfopvolgingslijn eindigde, begunstigde de koning van Frankrijk van het huis van Valois Jan II, zijn jongste zoon Filips de Stoute met deze titel. Na al zijn vruchteloze pogingen om het rijke Vlaanderen bij Frankrijk in te lijven liet hij Filips in 1369 huwen met Margaretha van Male, de enige dochter en erfgename van de graaf van Vlaanderen. In ruil deed hij afstand van Frans-Vlaanderen.
Dit was het begin van een bewuste politiek van uitbreiding die zou leiden tot de uiteindelijke vorming van het Bourgondische rijk, hetzij door huwelijkspolitiek, hetzij door veroveringsoorlogen, hetzij als aankoop. Via zijn echtgenote was Filips nu alvast mede-erfgenaam van het rijke Vlaanderen, in die dagen het welvarendste gebied in Europa.

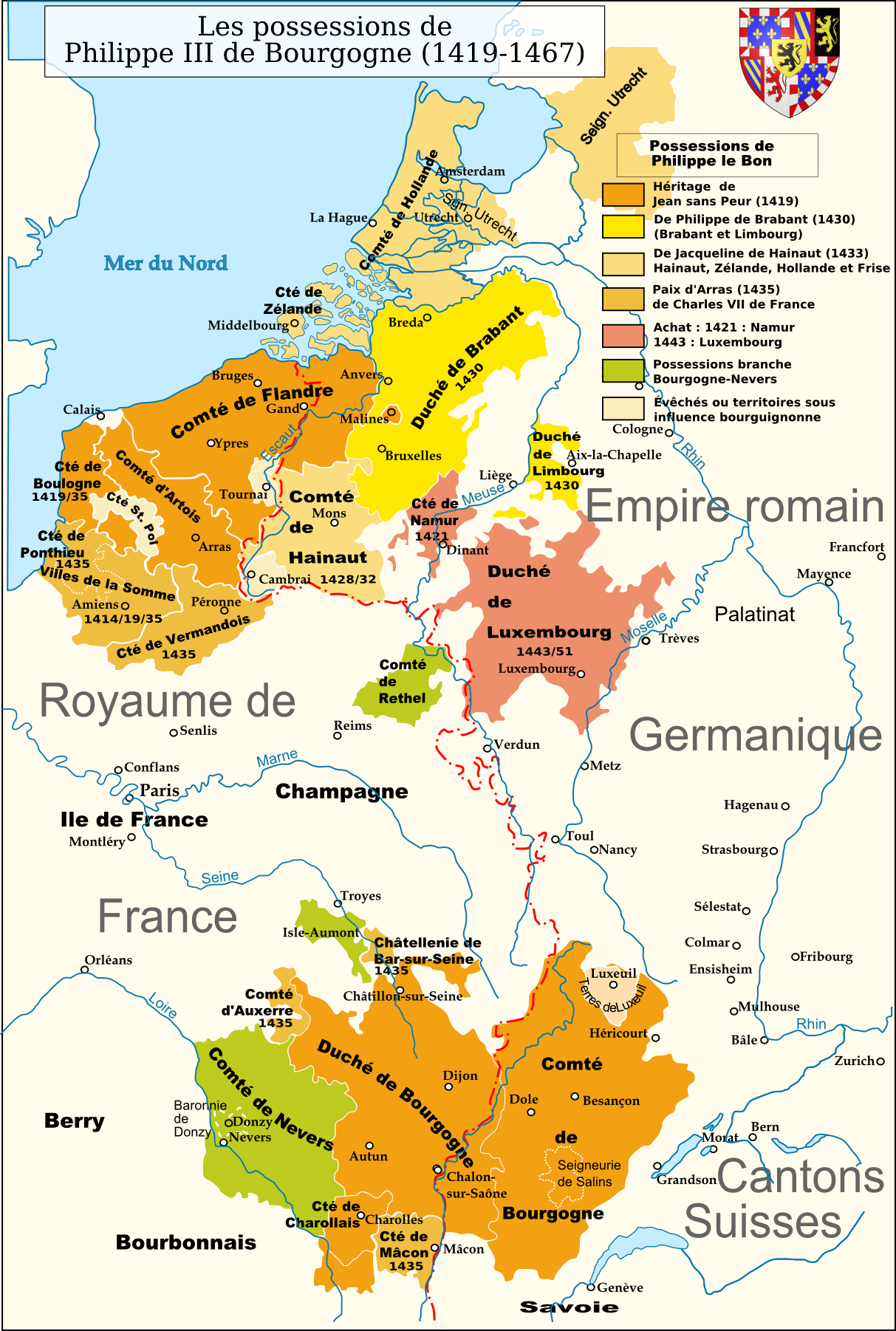
Het Bourgondische rijk onder Filips de Goede

### Onder Filips de Stoute (1384-1404)
Toen in 1384 de graaf van Vlaanderen overleed, verwierf Bourgondië onder Filips de Stoute naast het graafschap Vlaanderen (met inbegrip van graafschap Artesië, en ook markgraafschap Antwerpen en de heerlijkheid Mechelen), ook Nevers en Rethel en uiteraard het vrijgraafschap Bourgondië (Franche-Comté). Hiermee was de basis gelegd voor een machtige bufferstaat tussen Frankrijk en het Heilige Roomse Rijk: een Bourgondisch rijk dat zich van Midden-Frankrijk tot aan de Noordzee uitstrekte. Want Filips wist op verscheidene manieren zijn gezag nog verder uit te breiden over de aangrenzende gewesten. In 1385 werd het Dubbelhuwelijk van Kamerijk gesloten van zijn kinderen Margaretha van Bourgondië en Jan zonder Vrees met respectievelijk graaf Willem VI van Holland en Margaretha van Beieren, de kinderen van Albrecht van Beieren (r. 1389-1404), graaf van Holland, Zeeland en Henegouwen.
In 1386 richtte Filips in Rijsel een Raadkamer op die de financiële en juridische aangelegenheden van Vlaanderen, Artesië, Antwerpen en Mechelen behandelde. Al snel verzelfstandigden zich hieruit de Raad van Vlaanderen en de Rekenkamer van Vlaanderen. Hij gaf hiermee een eerste aanzet tot gecentraliseerd bestuur.
In 1390 wist hij de kinderloze hertogin Johanna van Brabant (r. 1355-1406) ertoe te bewegen het erfenisrecht over haar hertogdom af te staan aan haar nicht (en Filips echtgenote) Margaretha van Male. De Staten van Brabant namen met deze overeenkomst geen genoegen, maar aanvaardden in 1401 dat Filips' tweede zoon Anton van Bourgondië als opvolger van Johanna werd aangesteld. Ze stemden hierin toe op voorwaarde dat Antwerpen en Mechelen weer bij Brabant werden gevoegd. In hetzelfde jaar kocht Filips ook nog het graafschap Charolais. Hij overleed in 1404.

### Onder Jan zonder Vrees (1404-1419)
Jan I van Bourgondië volgde als oudste zoon zijn vader op. Net als bij deze laatste was zijn beleid voornamelijk op Frankrijk gericht, op de machtsstrijd tussen Armagnacs en Bourguignon, al had hij enig Diets geleerd. Slechts zelden greep hij in de Lage Landen in. 
Bij een conflict waarin de zeventienjarige elect-bisschop van Luik, Jan van Beieren, door zijn onderdanen bedreigd werd, kwam Jan zonder Vrees samen met de broer van Jan, Willem IV, de graaf van Henegouwen, gewapend tussen. In 1408 versloeg hij in de Slag bij Othée het Luikse opstandelingenleger van 50.000 man en verwierf daar zijn bijnaam. In 1409 legde hij na een oproer in Brugge de stad het Calfvel op, waarmee hij de macht van de ambachten beperkte. 
Zijn jongste broer Antoon van Bourgondië was in 1406 hertog van Brabant geworden en organiseerde het bestuur over dit hertogdom naar Frans-Bourgondisch model. Er werd een Rekenkamer en een Raadkamer te Vilvoorde opgericht en een kanselier van Brabant aangesteld. Aanvankelijk stuitten deze instellingen op verzet van de steden Antwerpen, Brussel en 's-Hertogenbosch, die enkele van hun privileges aangetast zagen. Maar Anton bleef ten slotte steeds de Brabantse belangen verdedigen en wist de oude band van het hertogdom met het Duitse Rijk te verzwakken. De Franse politiek bleef echter de aandacht van de Bourgondische vorsten opeisen en Anton sneuvelde in 1415 in de slag bij Azincourt.
Jacoba van Beieren, kleindochter van Filips de Stoute en Margaretha van Male, en kroonprinses van Frankrijk, volgde na de dood van de dauphin in 1417 haar kort daarna overleden vader op en werd gravin van Holland, Zeeland en Henegouwen. Zij kreeg te maken met de veroveringsdrang van Jan VI van Beieren, de Luikse prins-bisschop, die eveneens aanspraak maakte op haar erfenis. Daarop zocht zij de steun van haar oom Jan zonder Vrees, wat aanleiding gaf tot de Hoekse en Kabeljauwse twisten. Door een huwelijk met Jan IV van Brabant kon zij Brabant en Limburg met haar gebied verenigen, buiten Bourgondië.
In 1419 werd haar Bourgondische beschermer Jan zonder Vrees om het leven gebracht op de brug van Monterau, toen deze daar een poging ondernam om met de nieuwe dauphin Karel VII van Frankrijk tot verzoening te komen.

### Onder Filips de Goede (1419-1467)
De opvolgende hertog van Bourgondië, Filips de Goede, is door Justus Lipsius conditor Belgii genoemd, dat wil zeggen 'eenmaker van de Nederlanden'. Hij bracht de Lage Landen bij elkaar. In 1421 kocht Filips het graafschap Namen van de met schulden beladen laatste graaf ervan, Jan III, en nam het in 1429 in bezit. In 1428 werd na heel wat getouwtrek de jonge gravin Jacoba van Beieren door het verdrag van Delft gedwongen Filips als ruwaard te erkennen en als erfgenaam van haar gebieden, Henegouwen, Holland, Zeeland en West-Friesland.

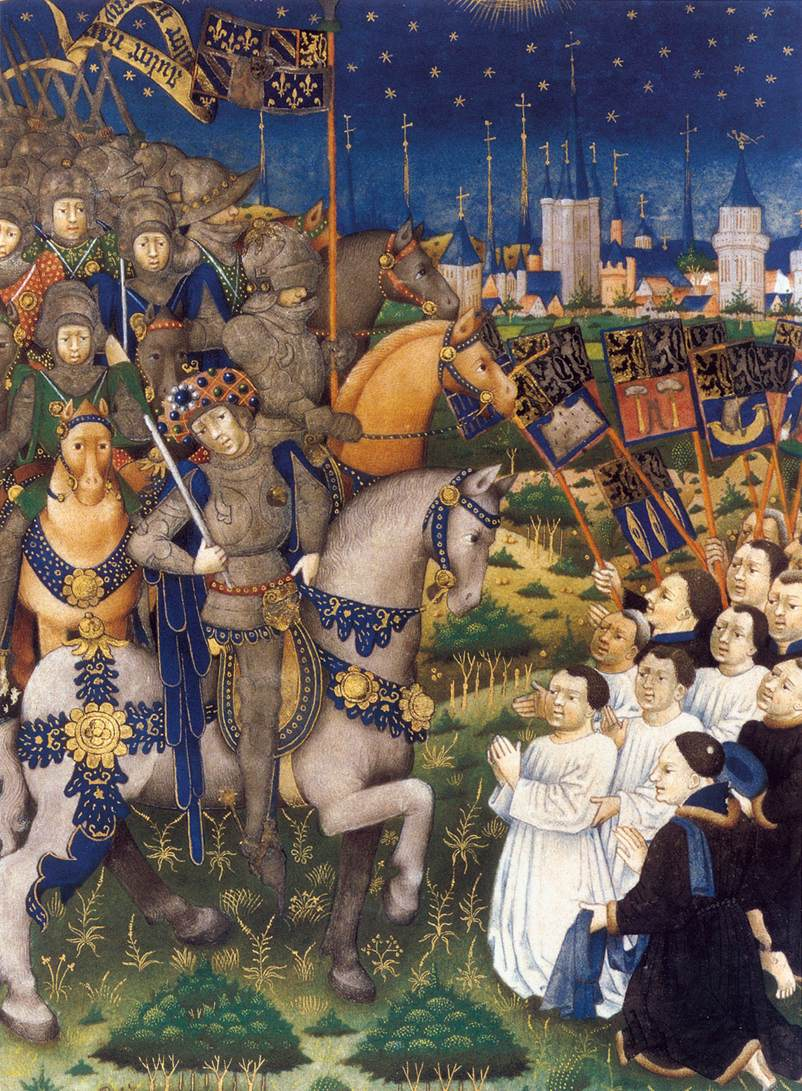
Na de nederlaag bij de slag van Gavere in 1453 moesten de Gentenaars Filips de Goede om vergiffenis smeken, in hun hemd, op hun knieën en in het Frans.

Met het Verdrag van Atrecht eindigde officieel de oorlog tussen de hertog en de Franse koning en deze schonk hem de Picardische steden aan de Somme en ontsloeg hem van alle manschap over zijn Franse lenen, waardoor voor het eerst sedert 843 Vlaanderen en Artesië vrij werden van Franse suzereiniteit. De Engelse koning voelde zich door dit verdrag aan de kant geschoven en legde uit wrok alle Vlaamse schepen in de Engelse havens aan de ketting.
De machtige steden kwamen geregeld in opstand tegen de centralisatiepolitiek en de aantasting van hun privileges. De Brugse Opstand (1437) was bovendien gericht tegen de anti-Engelse politiek van de vorst, die de lakenindustrie en de handel in het gedrang bracht. Filips besloot tot een belegering en tot het onttrekken van het Brugse Vrije aan de bevoegdheid van de stad. Pas in 1439 sloot Filips de Goede weer vrede met de Engelse koning, zodat de handelsbetrekkingen werden hersteld en de lakennijverheid weer opbloeide.
Ook het eens zo machtige Gent, waar de lakenindustrie in verval was, kwam in opstand tegen de hertog, vanwege de vaste zoutbelasting. De Gentenaren hadden getracht hun positie te handhaven door privileges, en door onderdrukking van het platteland. Maar ze lieten zich bij hun opstand buiten de muren lokken en werden in 1453 tussen Gavere en Semmerzake letterlijk afgeslacht. Als boete verloren de ambachten met de Vrede van Gavere hun politieke macht en de stad haar zeggenschap over de ommelanden. Ook de macht van Luik werd gebroken door de Bourgondische hertogen (1465), evenals die van Dinant, dat werd bestormd en vreselijk verwoest in de Luiks-Bourgondische Oorlogen. Op die manier vestigde Filips overal zijn gezag. Als machtigste vorst van zijn tijd werd hij de "Grote Hertog van het Westen" genoemd.
Reeds tegen 1451 omvatte het Bourgondische gebied al de Lage Landen met uitzondering van Friesland, Gelre, het Luik en Utrecht. Maar Filips liet familieleden tot bisschop benoemen. Gelre en Utrecht waren toen al vazallen, en ook Luxemburg kwam onder Bourgondische controle, toen de kinderloze hertogin Elisabeth van Goerlitz haar hertogdom aan Filips verpandde. Zo ook een deel van Lotharingen. In 1465 werd hij, nadat de oproerige Luikenaren een nederlaag bij Montenaken hadden geleden, momboor (erfvoogd voor het leven) van het prinsbisdom.
De Bourgondische hertogen waren nu op het toppunt van hun macht. In de periode 1429-1473 kwamen Namen, Brabant-Limburg, Picardië, Luxemburg en Gelre bij hun gebieden en ging de droom van Filips de Stoute om de Lage Landen in een Bourgondisch rijk te verenigen postuum grotendeels in vervulling.

### Onder Karel de Stoute (1467-1477)
Karel de Stoute (Charles le Téméraire) droomde van een bufferstaat tussen Frankrijk en Duitsland door de landen van Herwaarts over met de landen van Derwaarts te verenigen. Hij streefde er tevens naar om van de Duitse keizer de koningstitel te bekomen. Door een ambitieuze expansiepolitiek te voeren en daarbij vaak opvliegend en impulsief te werk te gaan, bracht hij het bestaan van zijn rijk in gevaar. 
Eerst trad hij op als regent voor zijn zieke vader Filips de Goede. In 1461 had deze de aantredende Franse koning Lodewijk XI de Sommesteden laten terugkopen, maar Karel sloot als regent een alliantie met kroonvazallen van de Ligue du Bien Public en versloeg de koning, die in de Vrede van Conflans (1465) de Sommesteden weer kwijt raakte. Lodewijk XI hitste Luik tegen hem op, maar in de Luikse Oorlogen versloeg Karel in 1467 de gemeentenaren in de Slag bij Brustem. Vervolgens trok hij tegen de stad zelf op, liet de wallen slopen en schafte de privileges af. De Cité Ardente hernam echter de strijd na beloofde hulp van Lodewijk. Maar Karel wist de koning te dwingen samen met hem tegen de stad op te rukken. Na de wanhoopsaanval van de 600 Franchimontezen werd de hele stad verwoest. Duizenden werden afgeslacht, en het prinsbisdom werd bij de staten van de hertog ingelijfd. Door zijn ingrijpen in de Gelderse twisten in 1473 kon hij ook dat hertogdom en het graafschap Zutphen inlijven.
Karel kocht gebieden in de Elzas en probeerde zijn noordelijke en de zuidelijke gebieden territoriaal te verbinden. Dit leidde tot de Bourgondische Oorlogen tegen Lotharingen en de Zwitserse confederatie. Hij veroverde Lotharingen en wilde het in zijn vroegere staat herstellen om er koning van te worden, maar in 1477 werd zijn verzwakte leger door de Zwitsers in Murten en Granson verslagen. In de Slag bij Nancy sneuvelde de ambitieuze vorst zelf, toen hij Zwitserland poogde in te palmen.

### Onder Maria van Bourgondië (1477-1482)

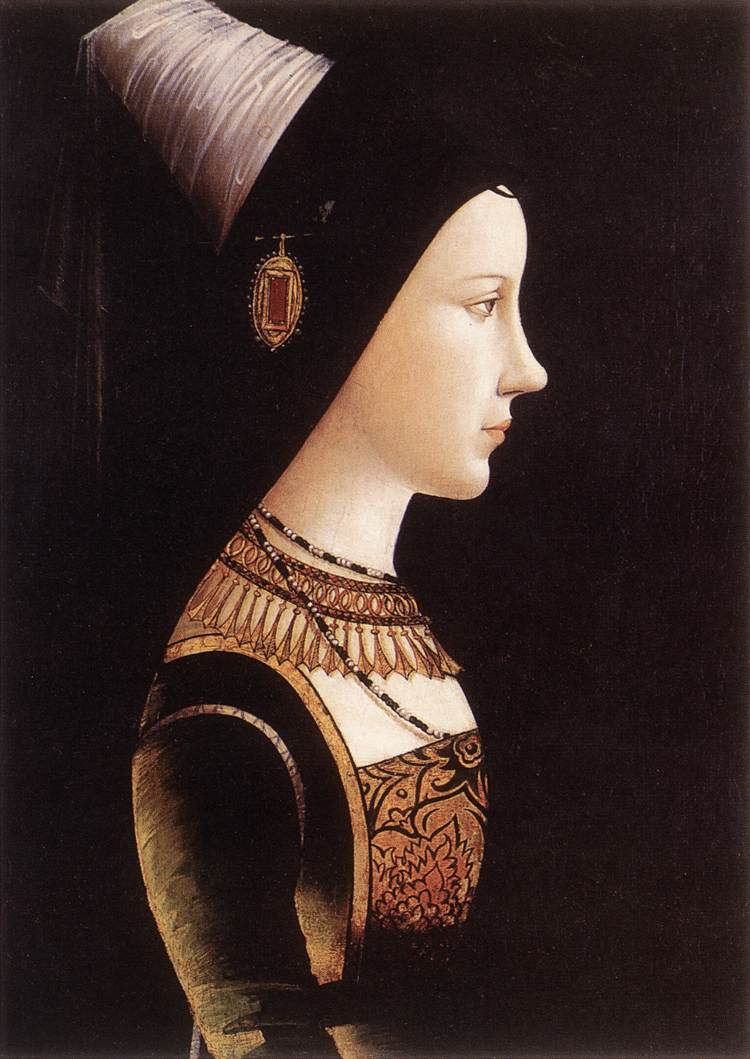
Maria van Bourgondië was hertogin van Bourgondië van 1477 tot 1482

Na de plotse dood van Karel de Stoute sloeg Lodewijk XI van Frankrijk bliksemsnel toe. De Fransen bezetten het kernland van Bourgondië, Franche-Comté en Charolais, en rukten op in Picardië en Artesië. De Sommesteden openden de poorten voor het oprukkende leger, al bood Artesië hardnekkige weerstand. De koning probeerde tevens zijn zoon en dauphin Charles te laten huwen met Maria van Bourgondië, de eenentwintigjarige dochter van Karel de Stoute.
Zij was niet in de gelegenheid de aanval van de Franse koning het hoofd te bieden, aangezien het leger van haar vader vernietigd was, en er in de steden in de Nederlanden opstanden waren uitgebroken. Terwijl ze het Groot Privilege toestond, zocht ze redding bij keizer Frederik III. Diens zoon, Maximiliaan van Habsburg, huwde op 18 augustus 1477 met Maria, nadat zij haar verloofde daartoe zelf had aangeschreven. Maximiliaan werd als een bevrijder verwelkomd, al liet men in het huwelijkscontract opnemen dat hij geen aanspraak op de Bourgondische erfenis kon maken indien er uit het huwelijk kinderen werden geboren.
Dankzij het huwelijk zond de keizer een leger om Lodewijk XI te verdrijven. De steden waren zich bewust geworden van het Franse gevaar, toen de koning met veel geweld Doornik bezette en Terwaan en Atrecht innam. Zij steunden de hertogin in haar strijd tegen Frankrijk, waardoor de Franse veroveringen beperkt bleven tot Bourgondië en Picardië. In ruil voor hun steun hadden de steden verregaande privileges afgedwongen. Brugge kreeg het Vrije terug en ook de gewesten Brabant, Holland en Zeeland wisten belangrijke gunstige charters te krijgen. Het particularisme had opnieuw de kop opgestoken.
Maria stierf plotseling in 1482 door een jachtongeval en liet twee kinderen achter, Filips de Schone en Margaretha van Oostenrijk. Haar weduwnaar Maximiliaan eiste het regentschap op, lokte hiermee een jarenlange opstand uit, maar haalde uiteindelijk zijn slag thuis. Voortaan zouden de Nederlanden een deel zijn van het grote Habsburgse Rijk.

### Het einde van het hertogdom

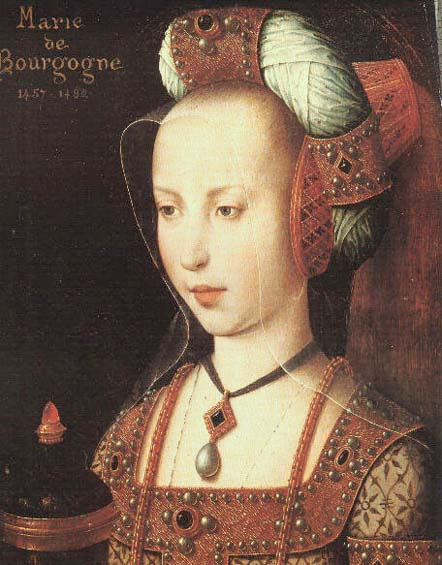
Hertogin Maria van Bourgondië, vorstin van de Lage Landen, laatste Bourgondische hertogin, in 1482 verongelukt (25 jaar)

Op 5 januari 1477 sneuvelde hertog Karel de Stoute in de Slag bij Nancy tegen Lotharingen en Zwitserland. Frankrijk maakte van de gelegenheid gebruik om grote delen van het rijk, waaronder Bourgondië zelf, in te lijven naar aanleiding van de Bourgondische Successieoorlog, die gepaard ging met inlandse troebelen, zoals de opstand van steden en de Gelderse Onafhankelijkheidsoorlog. Toen Maria van Bourgondië erfgename van de Lage Landen was, werd haar hand door velen gezocht. De Franse koning Lodewijk XI ijverde voor een huwelijk met zijn zoon Karel. Maar op 19 augustus 1477 trouwde Maria met Maximiliaan I van Oostenrijk. Hierdoor kwamen de overgebleven Bourgondische gebieden onder de controle van het Huis Habsburg.
Maria van Bourgondië overleed in 1482 en werd opgevolgd door haar zoon Filips de Schone (1478-1506). Omdat hij nog minderjarig was, trad zijn vader Maximiliaan I van Oostenrijk op als regent. In de Vrede van Senlis in 1493 werd het verlies Picardië en het hertogdom Bourgondië bevestigd en keerden het graafschap Artesië en het Vrijgraafschap Bourgondië terug naar het Bourgondische Rijk. Bij zijn meerderjarigverklaring in 1494 nam Filips zelf het bewind in handen.  
Filips de Schone en zijn zoon Karel V maakten nog geruime tijd aanspraak op het hertogdom en bleven daarom de titel 'hertog van Bourgondië' voeren. De Franse koning wist Filips bij het Verdrag van Parijs van 1498 ertoe te dwingen afstand te doen van deze aanspraken en Karel V deed dat op zijn beurt bij de Damesvrede van Kamerijk in 1529.
Bourgondië zelf bleef in naam nog voortbestaan, zoals vroeger Lotharingen, maar zou geen belangrijke rol meer spelen. Het werd gereduceerd tot een Franse provincie, de huidige regio Bourgogne.
De Bourgondische Nederlanden vormden vanaf 1512, samen met Franche-Comté, de Bourgondische Kreits van het Heilige Roomse Rijk. Dit Habsburgse Bourgondië verwierf in 1543 ook Gelre en Friesland, waarmee de Zeventien Provinciën onder één heerser kwamen.

## Staatkundige structuur
Het Bourgondische rijk, en daarbinnen de Bourgondische Nederlanden, waren een personele unie. Elke provincie bleef een autonome landsheerlijkheid met eigen instellingen, rechten en tradities. De vorst regeerde de provincie met de hulp van statenvergaderingen. In deze instellingen waren de drie standen – adel, geestelijkheid en steden – vertegenwoordigd. Aanvankelijk werden zij slechts in financiële zaken (innen van belastingen) door de vorst geraadpleegd. De vorst kon evenwel ook in andere domeinen hun mening vragen.
De Bourgondische machtsstructuur was geen staatkundige, maar een personele unie van de verschillende vorstendommen, die angstvallig hun eigen autonomie en bestuur in acht namen, al werd de Bourgondische hertog(in) dan ook als hun landsheer of landsvrouwe erkend.
Na de moord op zijn vader wendde Filips de Goede zich af van Frankrijk en ging hij zich op de interne consolidatie van zijn rijk richten. Als landsheer begon hij aan de invoering van een centraal bestuur voor alle laaglandelijke gewesten. Hij voorzag in een centrale belastingheffing in de vorm van één enkele som voor het hele gebied, die door de gewesten volgens een door henzelf vast te stellen verdeelsleutel werd opgebracht. Om dit centraal overleg mogelijk te maken, stelde Filips de Staten-Generaal in. Hun eerste belangrijke bijeenkomst was in het jaar 1464 in Brugge. Deze Staten-Generaal hoefden alleen maar kennis te nemen van vorstelijke plannen met de eraan verbonden bede, waarover nog altijd werd beslist door de afzonderlijke staten. Ze vormden aldus een belangrijk coördinatieorgaan dat niet alleen het hele volk vertegenwoordigde, maar tegelijk als functie had de vorst over hun wensen en moeilijkheden te informeren.
De Rekenkamer van Vlaanderen waakte over de financiën, en de Raad van Vlaanderen over de rechtspraak. Daarboven creëerde Karel de Stoute in 1473 een opperste gerechtshof over de gewestgrenzen heen, de Grote Raad van Mechelen. In de gewesten werden Stadhouders aangesteld. Deze centrale instellingen gaven vorm aan een staatkundige eenwordingsproces dat werd verdergezet onder de Habsburgse Nederlanden. De gewesten werden er ten slotte mee geconfronteerd dat ze gezamenlijke belangen hadden tegenover één enkele vorst.
Filips de Goede liet zijn aantreden in Brabant de Rekenkamer van Brussel bestaan, en hervormde in 1430 de Raad van Brabant tot een zuiver gerechtshof. In Namen, Luxemburg, en in Artesië en Holland stichtte hij eveneens een Rekenkamer en een Raadkamer. In de eerste drie vorstendommen werd bovendien een hooggerechtshof ingericht. Filips won de aanhankelijkheid van zijn onderdanen door op die manier aan hun particularistische neigingen tegemoet te komen, maar tegelijk ontwierp hij een centralistisch regeerstelsel naar Frans model.
Gewestelijke vorstendommen zoals Brabant hielden het erbij dat hun privileges de inmenging van vreemden in hun gebied verboden. Maar in Vlaanderen en Holland werden vertegenwoordigers van het Bourgondische hof geplaatst. Dit wekte daar op den duur grote weerstand tegen het Bourgondisch regime, vooral toen dit het reeds gangbare Frans tot enige bestuurstaal maakte. In de omgang gebruikten de meeste inwoners het Middelnederlands. De vorst probeerde hieraan tegemoet te komen, door gewestelijke leden van de adel in zijn Hofraad aan te trekken. Hij stichtte daartoe in 1430 de Orde van het Gulden Vlies. Met de Bourgondische centralisatiepolitiek werd ook een eenheidsmunt ingevoerd. Zelf hield de vorst zijn Hofraad er als persoonlijk adviesorgaan op na om hem bij te staan bij het bestuur van zijn vorstendommen. Deze raad verwierf geleidelijk ook politieke macht.
Met de Vrede van Atrecht (1435) toonde het hertogdom Bourgondië zich bereid de alliantie met Engeland op te schorten en zich voortaan neutraal op te stellen, in ruil voor meer onafhankelijkheid ten opzichte van Frankrijk (de persoonlijke leenhulde van Filips de Goede viel weg, hoewel niet die van zijn opvolgers). Tegelijk erkende hij Karel VII als de rechtmatige vorst van Frankrijk.
De voornaamste politieke figuur na de landsheer zelf was zijn kanselier, die fungeerde als een soort eerste minister. Enkele belangrijke kanseliers waren Nicolas Rolin (1422-1462) en Willem Hugonet (1471-1477). Zij zaten de Grote Raad voor, die dagelijks zetelde om kennis te nemen van aangelegenheden die het hele land aanbelangden, en om bij afwezigheid van de hertog het bestuur waar te nemen.
In 1471 richtte Karel de Stoute een staand leger op, waarmee hij zich van de gemeentelijke milities vrijmaakte. Het telde twintig benden van ordonnantie met elk zeshonderd ruiters en driehonderd voetsoldaten. Door bovendien de artillerie op te voeren tot 300 stuks en de vloot uit te breiden tot de gelijke van Frankrijk of Engeland, werd hij een geducht speler op het internationaal oorlogsterrein.
Ook in het binnenland vergrootte hij zijn macht door de drie overige machten te scheiden. Hij beperkte in 1473 de Grote Raad tot enkel het bestuur en het Parlement van Mechelen werd de hoogste rechtsinstantie als hof van beroep. Ook voegde hij de gewestelijke rekenkamers samen tot de grote Rekenkamer van Mechelen.
Aan het begin van het bewind van hertogin Maria van Bourgondië kregen de steden het Groot Privilege in ruil voor steun tegen de agressie van de Franse koning. De Staten-Generaal en de provinciale staten mochten vanaf nu op eigen initiatief vergaderen. Het gehate Parlement van Mechelen lieten zij afschaffen en er werd verkregen dat de Grote Raad enkel uit inlanders werd samengesteld en de eigen landstaal moest gebruiken. Een zeker samenhorigheidsbesef bleek uit de trouw van de gewesten die reeds onder Filips de Goede onder Bourgondisch gezag waren. Luik, Gelre, Zutphen en Lotharingen daarentegen hernamen onder de nieuwe landsvrouwe hun zelfstandigheid.

### Centraal bestuur
Ondanks regionaal verzet slaagde Filips de Goede er in een centraal bestuur uit te bouwen. Daartoe richtte hij vooreerst, naar Frans voorbeeld, de hertogelijke hofraad op. Deze bestond uit hoge edelen en geestelijken die de hertog adviseerden over alle belangrijke staatszaken. Ook fungeerde deze raad als hoogste hof van beroep voor alle Bourgondische gewesten.
Om gemakkelijker zijn wil te kunnen doordrukken en om tijd te winnen, liet hij de vertegenwoordigers van de verschillende provincies samenroepen in één enkele vergadering: de Staten-Generaal (1463). Deze bestond uit afgevaardigden van de Staten-Provinciaal. Hun belangrijkste bevoegdheid was de medezeggenschap over de inning van de belastingen, maar zaken van algemeen belang konden ook besproken worden. De periodiciteit van hun vergaderingen was echter onregelmatig en niet alle provinciën werden op elk van de vergaderingen uitgenodigd. 

### De politiek van Karel de Stoute
Karel de Stoute, getrouwd met Margaretha van York, zette na 1467 de centralisatiepolitiek van zijn vader verder. Zo bracht hij de drie bestaande Rekenkamers (Rijsel, Brussel en Den Haag) samen in één enkele te Mechelen. De rechtsprekende bevoegdheid koppelde hij los van de Grote Raad en vertrouwde hij toe aan het Parlement van Mechelen, later opnieuw de Grote Raad van Mechelen.
Het prinsbisdom Luik werd op bloedige wijze onderworpen. Het volk kwam er driemaal in opstand tegen de door Filips de Goede aangestelde prins-bisschop Lodewijk van Bourbon (Luikse Oorlogen). De stedelijke milities, waaronder de 600 Franchimontezen, werden daarop afgeslacht en in de Maas gegooid, en vele plaatsen in het prinsbisdom werden verwoest.
In 1471 richtte hij de Bourgondische Ordonnantiebenden op als staand leger ter ontlasting van zijn leenmannen. Twee jaar later mislukte een poging om van Bourgondië een zelfstandig koninkrijk te maken door een veto van de Duitse keizer Frederik III.
Generaties lang samenleven in de Bourgondische statenbond, met overkoepelende instellingen, samen in oorlog of in vrede, deed een supranationaal samenhorigheidsgevoel ontstaan. Boven de Henegouwse en Brabantse en Hollandse vaderlandsliefde kiemde er dus ook een Bourgondisch samenhorigheidsgevoel, dat later ook Nederlands of in het Latijn Belgisch genoemd werd.

## Economisch en sociaal leven
De schaalvergroting in de periode van consolidatie van de territoriale staten tussen de 14e en de 16e eeuw werd gekenmerkt door drastische veranderingen in de economische structuur, die in de Lage Landen gepaard gingen met een stijgende levensstandaard.

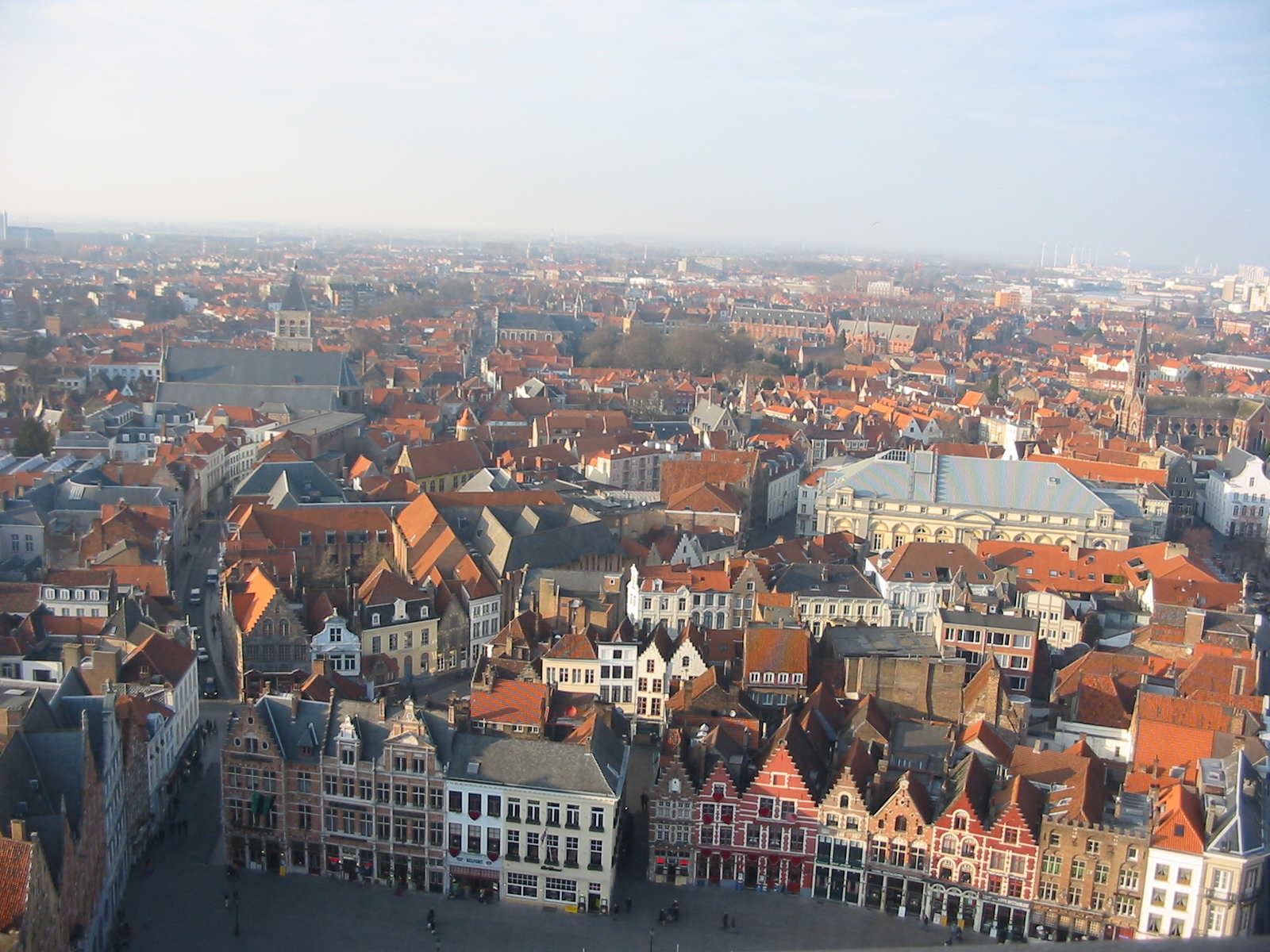
Brugge vanuit het Belfort gezien

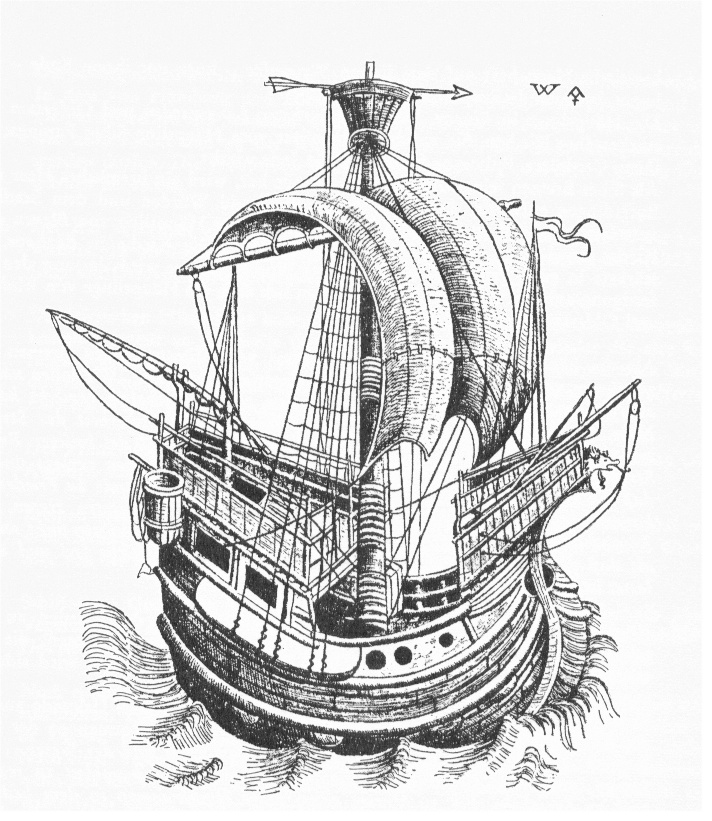
Hanzekogge uit de 15e eeuw.

De stad Brugge organiseerde haar positie tussen die van de Hanzesteden en werd inzake handel de internationale hoofdmarkt voor Noordwest-Europa. Franse en Engelse, maar ook Italiaanse, Catalaanse en Iberische handelshuizen vestigden er zich en stonden in voor een evenwichtige import en export tussen noord en zuid. Goederen als wijn, exotische vruchten, olie, specerijen en zijde werden in de haven van Brugge aangevoerd en er verhandeld, naast graanimport. Arbeidsintensieve ambachtelijke goederen van hoge kwaliteit die in de wijdere regio werden gefabriceerd, zoals modieuze kleding en kunstvoorwerpen, schilderijen, juwelen, houtsnijwerk en keramiek, raakten via het handelsnetwerk over heel Europa verspreid.

Koopvaardijvlag Bourgondisch Vlaanderen

De Zwarte Dood zette in de 14e eeuw een domper op de bevolkingstoename en zorgde voor een gekrompen afzetmarkt. Daardoor nam de concurrentie toe, temeer omdat Brabant intussen een eigen textielnijverheid had opgezet. De gilden hadden vanaf 1302 hun greep op de loonbepaling doen toenemen in Vlaanderen, waardoor de productiekosten er hoger lagen dan in Brabant en vooral in Engeland. Daardoor moest Vlaanderen zich toeleggen op gerationaliseerde productiemethoden, maar die werden al spoedig ook door de concurrerende gewesten en gebieden overgenomen. De plattelandsmarkten aldaar brachten producten van mindere kwaliteit voort (ze gebruikten bijvoorbeeld goedkopere wolsoorten zoals er vanaf de 15e eeuw uit Spanje werd geïmporteerd), maar bereikten daardoor een ruimere markt van middenklassers.
De stad Brugge kende in de Bourgondische periode een laatste opbloei als voornaamste handelscentrum van de Lage Landen. Venetianen vestigden er hun loge, en deden zaken met Genuezen en Florentijnen, die zich vlakbij vestigden, terwijl de Bruggelingen enkel als makelaars en herbergiers optraden. De herberg van Van der Burse, een bekend Brugs hostelier, lag bij het internationaal handelscentrum en verleende zijn naam aan de beurshandel. Antwerpen nam later dit systeem en de naam over als de Antwerpse Beurs. In 1531 specialiseerde die zich in overdraagbare openbare schulden en ontstond een commercieel kapitalisme dat de economie van de ganse Lage Landen stimuleerde. Samen met de Zeeuwse steden deed Antwerpen Brugge in die tussentijd steeds meer concurrentie aan.
In het prinsbisdom Luik ontwikkelde zich een zware metaalindustrie en werden de eerste hoogovens gebouwd. Ook steenkoolontginning werd er op grote schaal aangevat meer bepaald in het gebied tussen Samber en Maas.
Het monopolie van Gent op de binnenvaart over de rivieren de Schelde en de Leie bezorgde deze stad grote welstand, temeer daar zij de graanstapel binnen haar muren kon handhaven. Het bevolkingsaantal bleef er dan ook stabiel en er was voldoende werkgelegenheid binnen het systeem van de ambachten. Maar de eens zo belangrijke lakennijverheid had zwaar onder de opkomende Engelse concurrentie te lijden gekregen en dit was in heel Vlaanderen en daarna ook in Brabant te merken. Het ooit welvarende Ieper zakte af tot de status van smalle stad. Antwerpen begon zich industrieel te ontwikkelen op basis van een variatie aan bewerkingen van onafgewerkt Engels laken dat het invoerde.
Gedurende de tweede helft van de 14e eeuw kwam ook in graafschap Holland de economie op gang. Deze was nog voor een groot deel gebaseerd op de visserij, vooral de haringvangst, waarvoor steeds grotere schepen werden gebouwd. De scheepsindustrie vereiste de toelevering van hout en metaal, teer en andere materialen vanuit de Vlaamse Hanzeregio. De scheepstechnologie werd steeds meer op punt gesteld, zodat het gewest spoedig met een complete handelsvloot was uitgerust, die mee in competitie trad voor transport. De getransporteerde goederen waren vaak van mindere kwaliteit, maar door de aangepaste prijs dan ook meer concurrerend. Naast de haringindustrie concurreerden zij met het zuiden met textiel en bier. Delft, Gouda en Haarlem werden voor dit laatste product exportsteden naar de Zuidelijke Nederlanden en over de Baltische zee. De Hollanders importeerden zout van de Franse Atlantische kust en raffineerden het vooral voor gebruik in de haringvisserij. Naast visserij en handel waren landbouw en veefokkerij de voornaamste pijlers van de Hollandse en Friese economie.

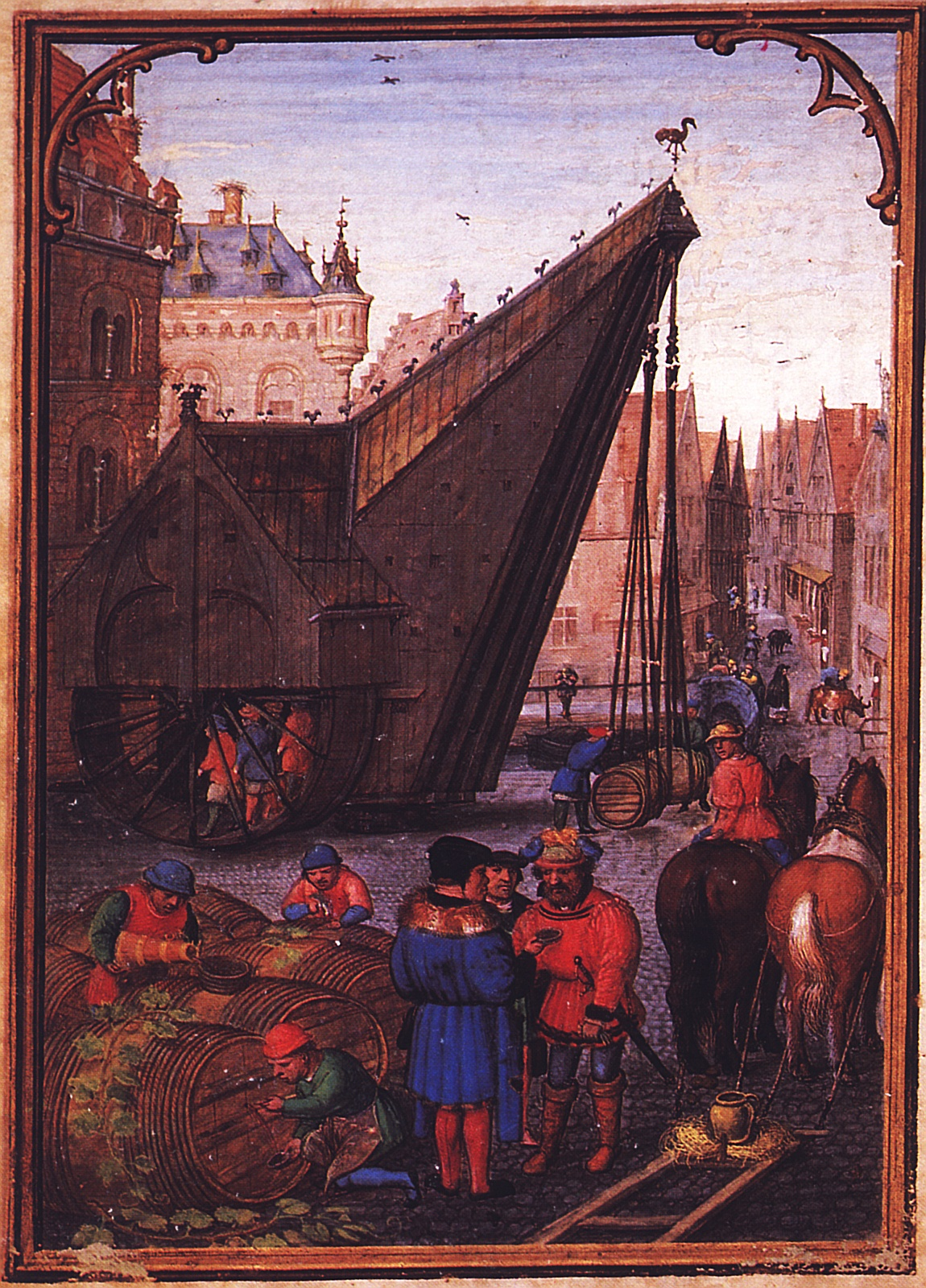
Havenkraan en lossen, verkoop en transport van wijnvaten in Brugge

Toen het gildewezen door overregulering begon te verstarren, konden de ambachten nog moeilijk gelijke tred houden met de veranderende levensomstandigheden. Het gevolg was dat veel bekwame handwerklieden de steden verlieten om op het platteland zelfstandig aan de slag te gaan met bijvoorbeeld goedkopere textiel. Ze werden echter spoedig uitgebuit door drapeniers en moesten aan dumpingprijzen werken. Terwijl de kooplui steeds kapitaalkrachtiger werden, verarmde de plattelandsbevolking en groeide de kloof tussen arm en rijk. Het aantal dagloners en bedelaars groeide gestaag, terwijl de nieuwe rijken in grote luxe leefden. Zij waren het die instonden voor de bloei van kunsten en letteren en door hun financiële steun aan de basis lagen van de schitterende cultuur die in de Bourgondische tijd hoogtij vierde. De bevolking had daar weinig deel aan.
Op het platteland werd een nieuwe textielnijverheid geïnstalleerd, de nieuwe draperie, die vooral in de Westhoek en de streek van Verviers uitbreiding vond. Hier werden lijnwaad en goedkopere stoffen in grote hoeveelheden geproduceerd als compensatie voor de tanende lakenindustrie. Het prachtlievende hofleven zorgde voor luxe-industrieën, zoals de wandtapijtweverijen die internationale bekendheid kregen. Atrecht en Doornik waren vermaard, en weldra nam het Brussels wandtapijt die faam over. De streek van Oudenaarde profileerde zich daar net onder. 
Verder werden op het land steeds meer commercieel bruikbare gewassen geteeld, zoals hennep voor de touwslagerij, hop en gerst voor de bierbrouwerij, vlas voor de fabricage van linnen. Dit ging ten koste van de graanproductie. Maar graan werd in toenemende mate geïmporteerd. Gevolg was echter dat vooral de voeding van de lagere bevolkingsklassen onderhevig werd aan schommelingen op de graanmarkt en dat zich regelmatig perioden van hongersnood voordeden, vaak met decimering tot gevolg.

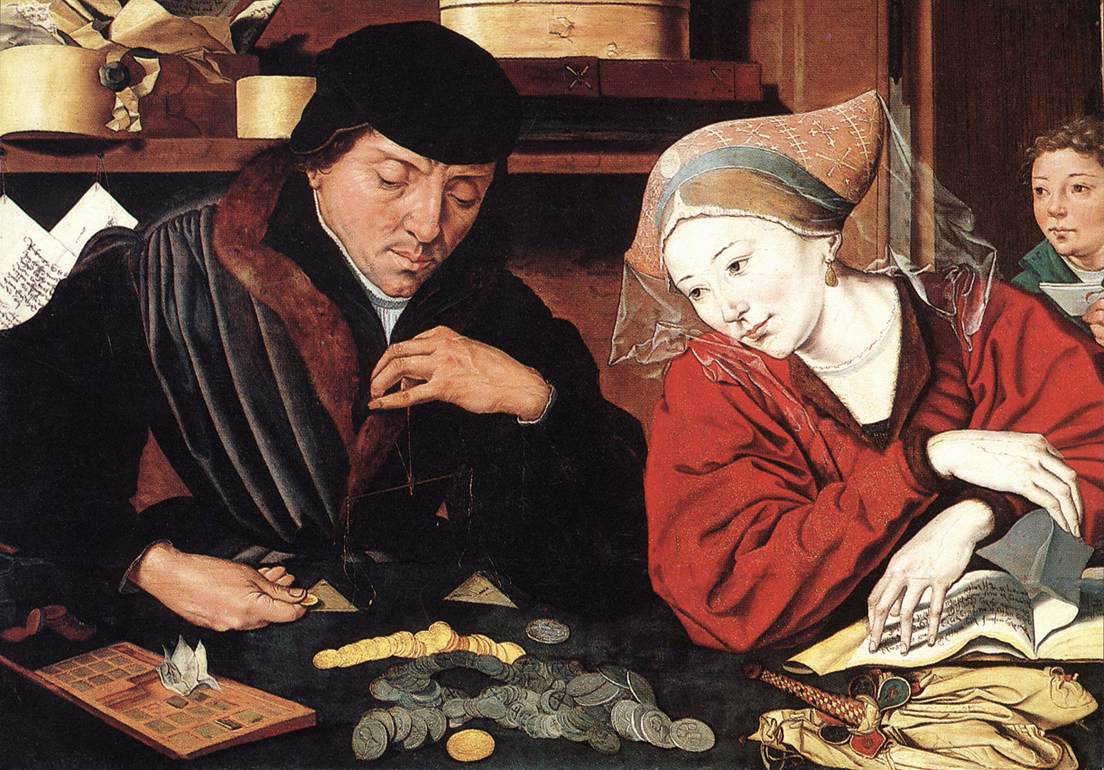
De geldwisselaar en zijn vrouw, Marinus van Reymerswale.

In de 15e eeuw wist Antwerpen zich dankzij zijn vrije handels- en ondernemersgeest als haven sterk te ontwikkelen en ging daardoor de leidende positie van Brugge overnemen. Jaarlijks hadden er twee grote jaarmarkten plaats, die aanvankelijk nog als satellieten voor de Brugse fungeerden, maar gaandeweg meer deelnemers aantrokken vanuit het centrum en het zuiden van Duitsland. Toen Brugge in de jaren tachtig van de 15e eeuw een diepe politieke crisis doormaakte, kon het loyaal gebleven Antwerpen de opkomende koloniale handel aantrekken, vooral die uit Portugal. Maar ook de belangrijke handelshuizen uit Augsburg, Frankfurt en Nürnberg kwamen naar deze havenplaats, en vooraanstaande banken kwamen er zich vestigen. De stad onderhield voortreffelijke relaties met de monarchie, die haar hegemonistisch beleid dankzij leningen van de Antwerpse kooplui kon uitbreiden.

### Bevolkingscijfers
In het algemeen genomen telden de Lage Landen tegen het einde van de 15e eeuw naar schatting 2,4 miljoen inwoners, maar was het bevolkingscijfer na 1470 merkelijk afgenomen ten gevolge van oorlog, mislukte oogsten en epidemies. Vanaf 1490 trad een bevolkingstoename op in vooral Brabant en Holland. Het hertogdom Brabant telde in 1570 een half miljoen inwoners, maar bleef daarmee nog ver beneden het inwonersaantal van het graafschap Vlaanderen.
| Bevolkingscijfers in de Lage Landen | Bevolkingscijfers in de Lage Landen | Bevolkingscijfers in de Lage Landen | Bevolkingscijfers in de Lage Landen              |
|                                     | Per gewest                          | Per km²                             | Periode                                          |
| ----------------------------------- | ----------------------------------- | ----------------------------------- | ------------------------------------------------ |
| Graafschap Vlaanderen               | 750.000                             | 77                                  | ca. 1470                                         |
| Hertogdom Brabant                   | 413.000                             | 40                                  | ca. 1470                                         |
| Graafschap Holland                  | 268.000                             | 66                                  | In 1514. De steden waren dan nog relatief klein. |
| Henegouwen                          | 209.000                             |                                     |                                                  |
| Artesië                             | 180.000                             |                                     |                                                  |
| Gelderland, Luik, Luxemburg         | 140.000                             |                                     | Elk                                              |
| Lage Landen totaal                  | 2.400.000                           |                                     | Eind 15e eeuw                                    |

De urbanisatie nam zeer snel toe in de Lage Landen en dat gold voornamelijk voor de grotere gewesten, waar in de 15e eeuw gemiddeld ruim een derde van de bevolking in steden leefde.
| Bevolkingspercentage in steden | Bevolkingspercentage in steden | Bevolkingspercentage in steden              |
| Per gewest                     | %                              | Periode                                     |
| ------------------------------ | ------------------------------ | ------------------------------------------- |
| Graafschap Vlaanderen          | 36 %                           | ca. 1470                                    |
| Hertogdom Brabant              | 31 %                           | ca. 1470                                    |
| Graafschap Holland             | 45 %                           | In 1514. De steden waren nog relatief klein |

Een vierde van de Vlaamse boeren bewerkte oppervlakten van slechts 2 tot 5 hectare, bijna de helft zat onder de halve ha.
| Stadsbevolking | Stadsbevolking | Stadsbevolking |
| Per stad       | Aantal         | Periode        |
| -------------- | -------------- | -------------- |
| Gent           | 56.000         | ca. 1300       |
|                | 64.000         | ca. 1470       |
| Brugge         | 35.000         | ca. 1300       |
|                | 46.000         | ca. 1470       |
| Ieper          | 25.000         | ca. 1300       |
| Brussel        | 33.000         | in 1482        |
| Leiden         | 14.000         | In 1514        |
| Mechelen       | 25.000         | ca. 1540       |
| 's-Gravenhage  | 10.000         | 1576           |
| Antwerpen      | 15.000         | 1437           |
|                | 40.000         | ca. 1500       |
|                | 100.000        | In 1560        |
|                | 90.000         | In 1584        |

## Opbloei van de kunsten
Gepaard aan de economische opbloei, waarin een handeldrijvende middenklasse in de 14e en 15e eeuw over steeds grotere kapitalen kon beschikken in de Lage Landen en zich kunstproducten kon veroorloven, begon een explosieve opbloei daarvan. Tegelijk speelden kunstenaars in op de grotere vraag naar devotieobjecten, veroorzaakt door de democratisering van het geloof. Die laatste evolutie leidde ook tot een vulgarisering die beleving centraal stelde, wat zich uitte in een groter realisme. Ook de hogere adel droeg hiertoe bij door onder andere schenkingen voor religieuze kunst, een fenomeen dat al eerder een aanvang had genomen. Maar de stedelijke en aristocratische elites spiegelden zich nog steeds aan de pracht en praal van het Bourgondische hof, dat zijn rijkdom gebruikte om de Franse en Engelse vorstenhuizen te overvleugelen. De vernieuwde muziekstijl van de Vlaamse polyfonie en schilderwerken van de Vlaamse Primitieven zorgden voor aanhoudende export van kunst naar heel Europa. Ook de bouwstijl van religieuze en wereldlijke gemeenschapsgebouwen, en de wandtapijten om ze vanbinnen letterlijk aan te kleden, zorgden mee voor de toonaangevende uitstraling van de Bourgondische Nederlanden, waarin het rijke en dichtstbevolkte graafschap Vlaanderen het voortouw nam. Van alle klassieke kunsten ontwikkelde de letterkunde zich het minst, terwijl vroeg talent inzake beeldhouwkunst voortijdig zelf werd geëxporteerd.

### Wandtapijten

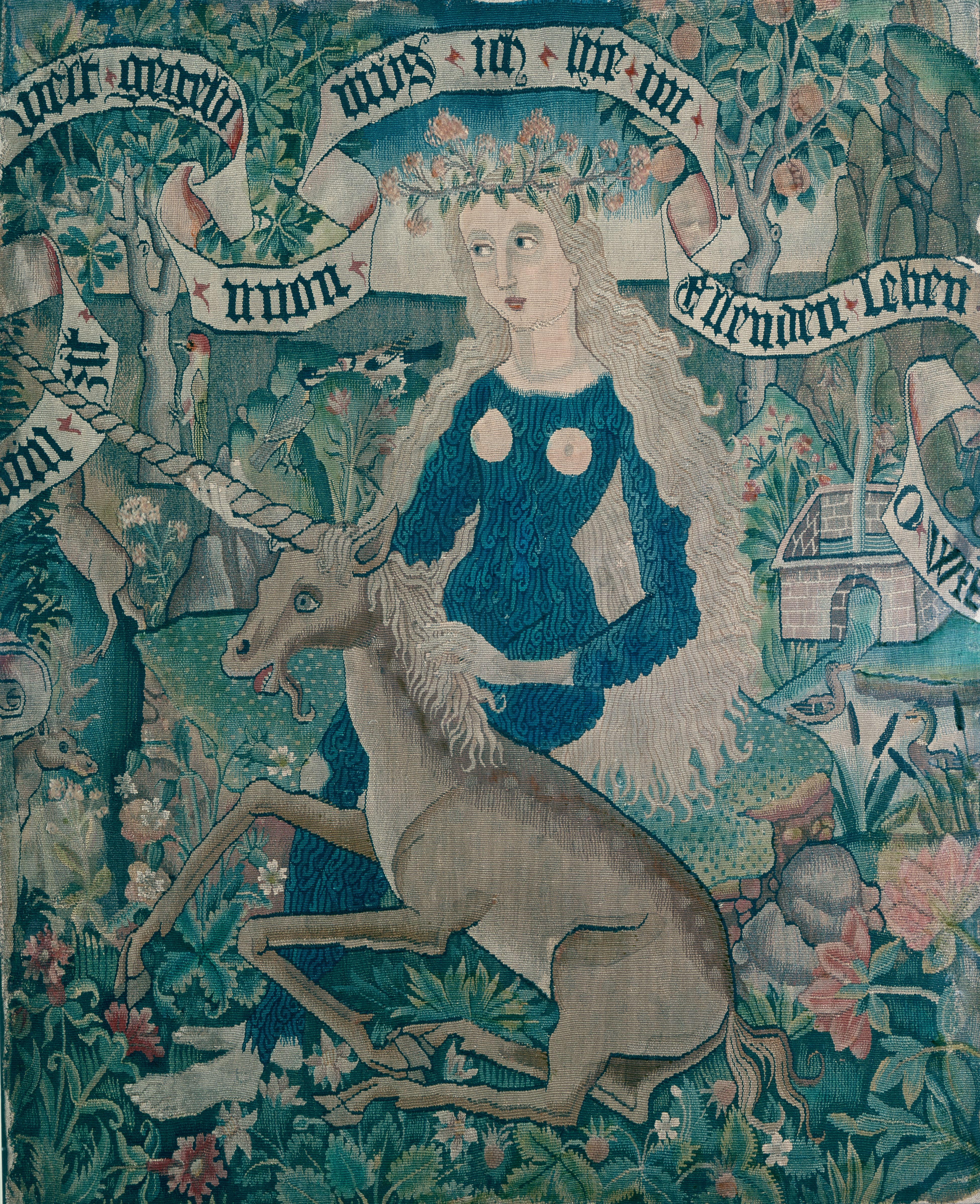
Wandtapijt "Wilde vrouw met eenhoorn": het symbool voor kuisheid (Bazel).

De oudste met zekerheid gekende Vlaamse wandtapijten ('Vlaams' als pars pro toto voor de Nederlanden) dateren uit het 13e-eeuwse Atrecht en Doornik. Deze twee centra kregen in de 15e eeuw heel wat opdrachten van de hertogen van Bourgondië. In Brugge, Oudenaarde, Geraardsbergen, Edingen en Gent werden ook al wandtapijten gemaakt in de 14e eeuw. Aan het einde van de Bourgondische periode werd Brussel het voornaamste productiecentrum, en werd Brugge door Antwerpen verdrongen als tapijtmarkt van waaruit de verspreiding over de rest van Europa gebeurde. De Nederlanden waren het centrum van de Europese wandtapijtenproductie geworden. Na religieuze en mythologische thema's vertoonden wandtapijten ook landschappen en historische gebeurtenissen zoals blijde inkomsten en dergelijke. Ze sierden de muren van kastelen en paleizen en weldra werden ook de beheerders van openbare gebouwen dankbare afnemers.

### Schilderkunst

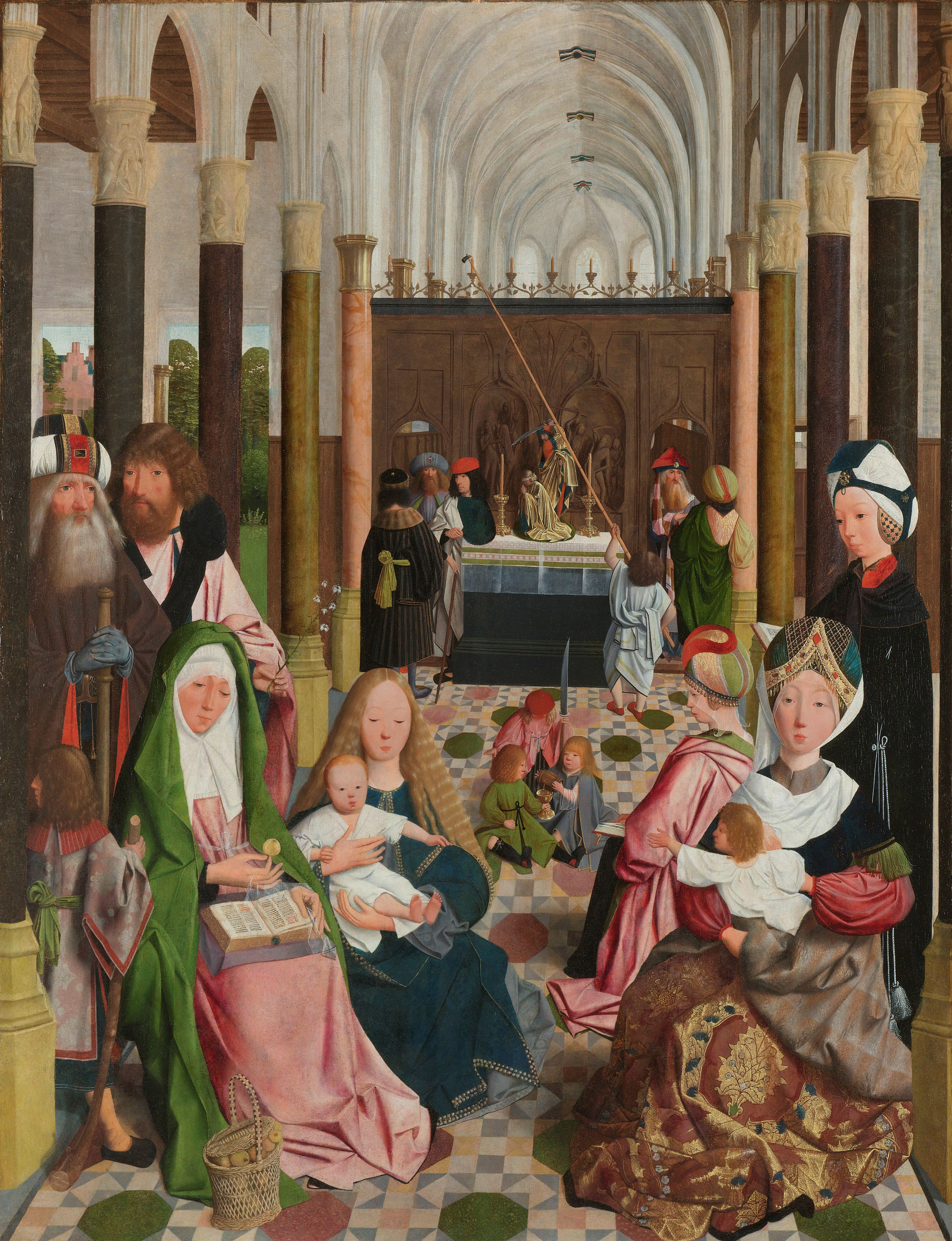
De heilige maagschap, 1485 tot 1493, Geertgen tot Sint Jans.

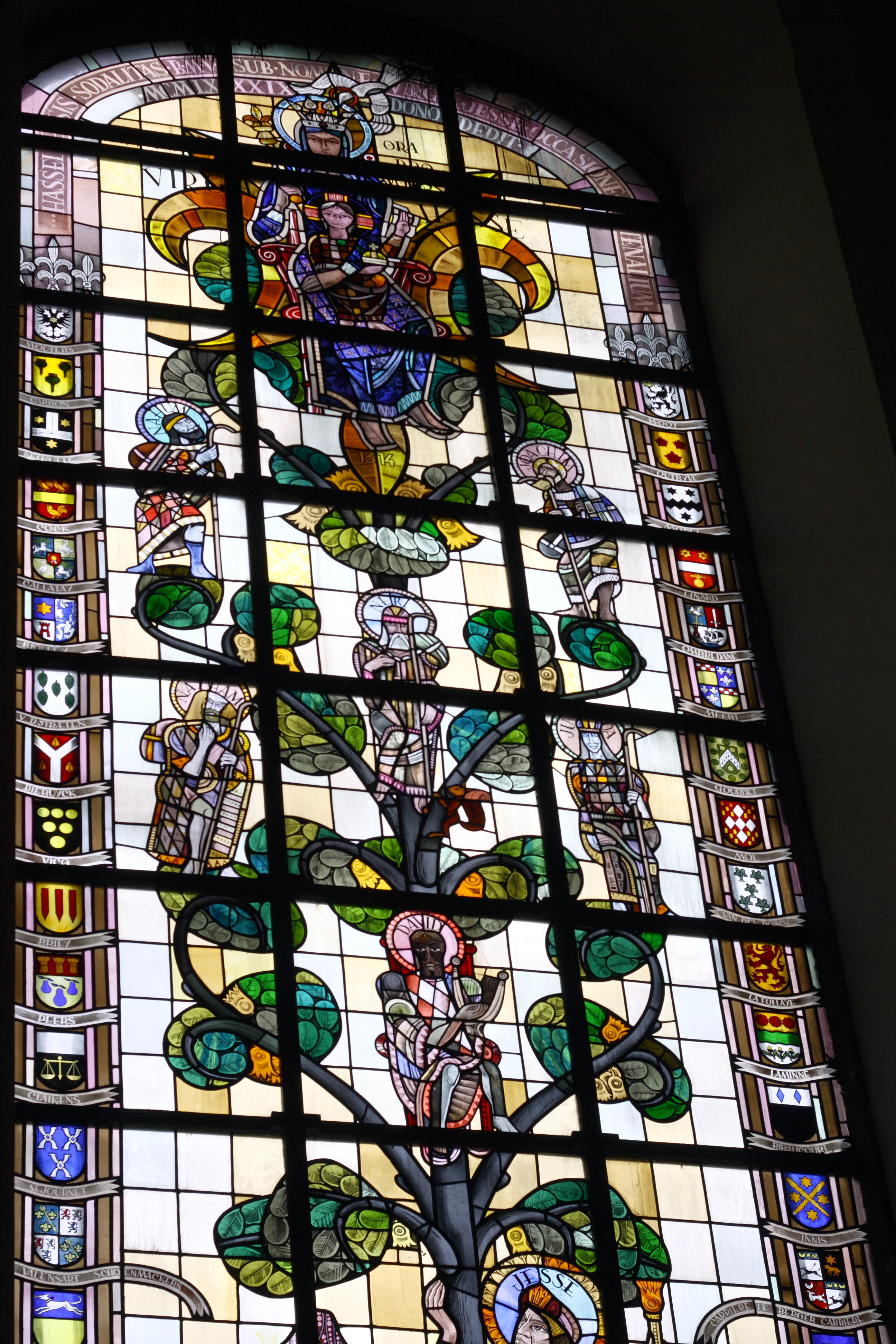
Gebrandschilderd glas – Hasselt Virga Jessebasiliek

De Lage Landen stonden al vroeg bekend om hun uitmuntende schilderkunst. In Vlaanderen en Brabant ziet men de fijne soort schilderkunst reeds omstreeks 1400 tot een hoog niveau klimmen. Behalve op de kolommen in de Utrechtse Sint-Pieter, vermoedelijk al uit de 12e eeuw, te Gorinchem en te Gent in de 13e eeuw, vindt men nog overblijfselen van muurschilderingen in vele Noord- en Zuid-Nederlandse kerken, onder andere te Maastricht en te Haarlem uit de 14e eeuw, te Leiden en te Stedum uit de 15e. Niet alleen op de muren en pijlers werden al vroeg kleurrijke schilderingen aangebracht maar ook op de altaren, beelden en banieren in kerken en kastelen. Het oudst bekende paneelschilderij is misschien wel het Utrechtse van 1363, door een anoniem, gevolgd door die van Melchior Broederlam te Brugge, daterend van omstreeks 1390. Hij voerde diverse opdrachten uit voor het hof. Jan Boudolf was hofschilder in Parijs en Jan Maelwael werd in 1397 hofschilder van de Bourgondiërs.
De volgende generaties van wat achteraf de Vlaamse Primitieven werd genoemd, verwierven nog meer bekendheid. Robert Campin was werkzaam in Doornik en leidde Rogier van der Weyden op; de gebroeders Jan en Hubert van Eyck kwamen uit het Maasland. Jan verwierf een sleutelpositie aan het hof van Filips de Goede. Hugo van der Goes was in zijn tijd – hij stierf in 1482 – als eerste schilder benoorden de Alpen bekend. Zijn atelier in Brussel werd bezocht door Maximiliaan van Oostenrijk. Ook Dirk Bouts in Leuven, Hans Memling en Gerard David in Brugge, en Geertgen tot Sint Jans in Haarlem, brachten meesterwerken voort die de Bourgondische Nederlanden alom roem bezorgden. Zij vernieuwden de schildertechniek met hun werk, dat doorgaans tot de noordelijke renaissance wordt gerekend.
In de 15e eeuw was de schilderkunst niet meer louter bedoeld als verluchting en verklaring van religieuze onderwerpen en beperkt tot de daarbij horende gebouwen, maar trad nu ook naar buiten. Degenen die het zich konden permitteren, kochten schilderijen en andere kunstvoorwerpen om hun luxueuze paleizen te versieren en bezoekers te imponeren. Aan het hof van de begaafde hertog Jan van Beieren leefden omstreeks 1420 al schilders die hun werken niet alleen ten dienste van de vorst maar ook aan het vermogende publiek aanboden. Er traden in de tweede helft van de 15e eeuw ook steeds meer wereldse kunstenaars op de voorgrond.
Verder was de ontwikkeling van de glasschilderkunst opmerkelijk. Glas in lood was al eeuwen gangbaar. Documenten uit de 14e en 15e eeuw staan vol berichten van giften van beschilderde kerkglazen door vorsten en heren aan kerken van zuid tot noord. Door de kwetsbaarheid is er weinig van bewaard. 

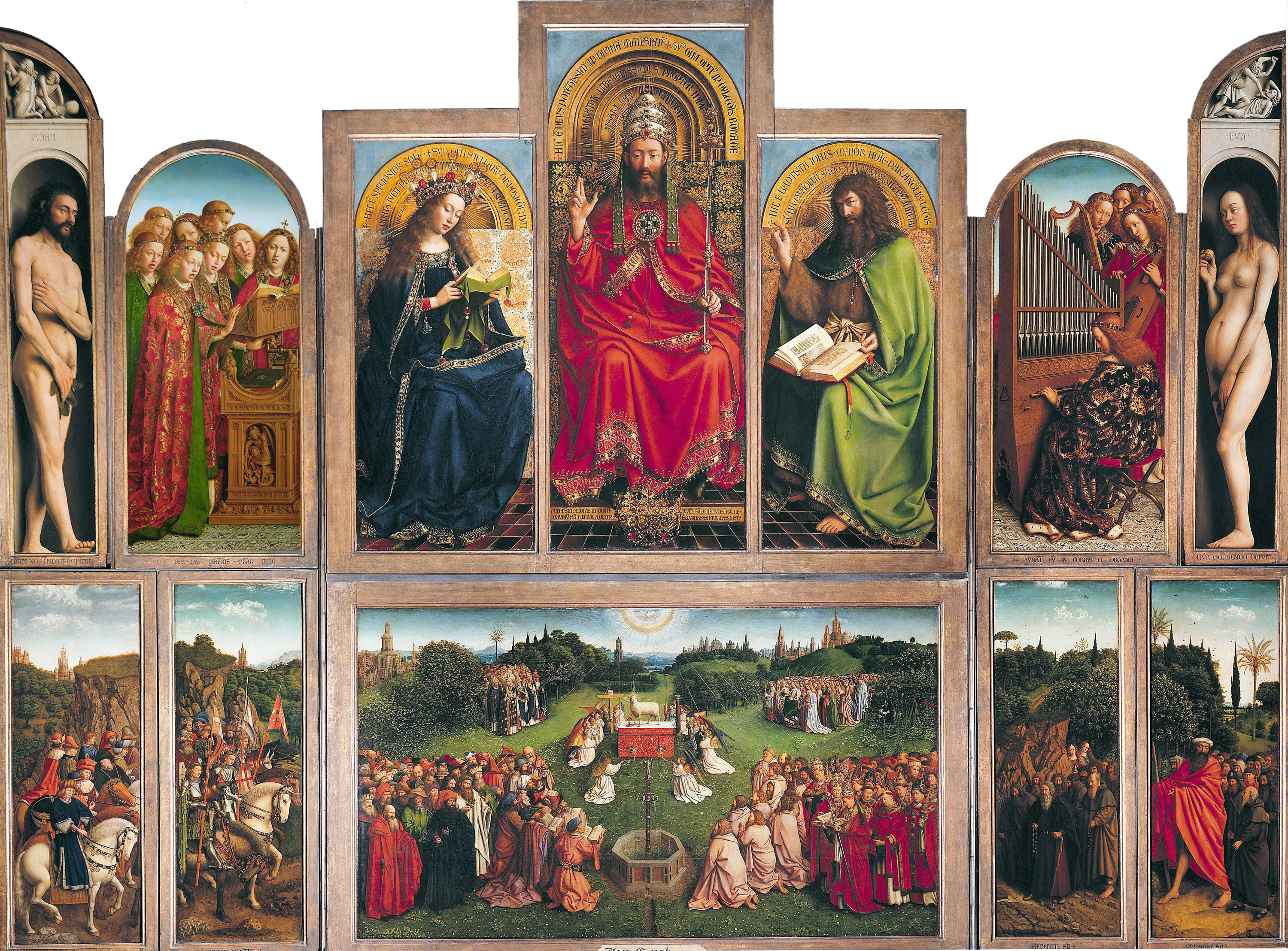
Aanbidding van het Lam Gods

De Aanbidding van het Lam, het gezamenlijk Gentse werk uit 1426 van de gebroeders Hubert en Jan van Eyck, stond door zijn finesse en kleurschakering, door de juistheid van de tekening en door de symmetrische opbouw model voor een ganse school van Vlaamse schilders. Tot in Italië drong hun roem door, en Italiaanse schilders kwamen naar Brugge om er hun kunst te bestuderen. De techniek toegepast Jan van Eyck in de Madonna met kanunnik Joris van der Paele en De Maagd van kanselier Rolin, is nog van een hoger niveau dan het Lam Gods.

### Architectuur en beeldhouwkunst

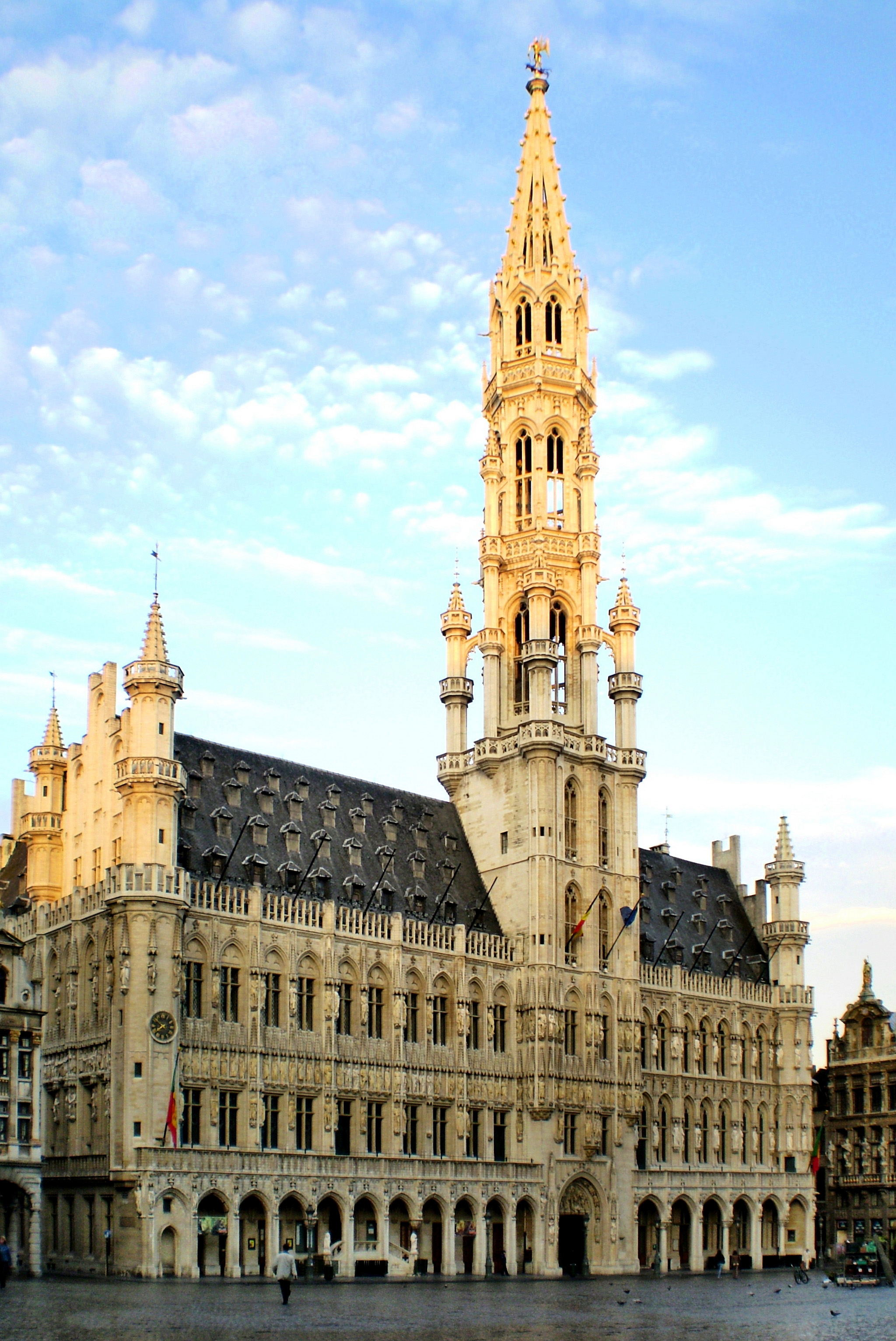
Stadhuis van Brussel

Meest concreet in het oog springende getuigen van bloei en culturele ontwikkeling in de Lage Landen tijdens en kort voor de Bourgondische tijd zijn nog tot op heden de talloze gebouwen voor religieus, commercieel en openbaar gebruik, of de privéwoningen opgetrokken door welstellende edelen en latere patriciërs.
Het sierlijke stadhuis op de Grote Markt te Brussel, waarvan de bouw in 1402 werd aangevat, vond in het Broodhuis een waardig pendant; de Beurs te Antwerpen, gebouwd in 1485, en de beroemde toren van de O.L. Vrouwkathedraal aldaar, die gebouwd werd tussen 1352 en 1521, wordt tot de hoogtepunten van de Brabantse gotiek gerekend. Het stadhuis van Oudenaarde, het gebouw van de Grote Raad te Mechelen, verscheidene gildehuizen te Mechelen, Antwerpen, Brussel en elders, de trotse woningen der Nassaus, Egmonts, Croys, Hoogstratens, Ravensteins en die van vele andere aanzienlijke geslachten in de residentiesteden Brussel en Mechelen dagtekenen uit de tijd van landvoogdes Margaretha van Bourgondië, die zelf oog had voor fraaie bouwwerken. Uit de tijd van Filips de Goede reeds dateert het Stadhuis van Leuven door Matthijs de Layens. De familie Keldermans uit Mechelen verspreidde de typische stijl en bouwwijze van bijvoorbeeld de Sint-Romboutskathedraal over de ganse Nederlanden en tot in Frankrijk.
Beeldhouwers uit de Bourgondische Nederlanden voerden opdrachten uit voor het hof in de zuidelijke stamlanden van het Bourgondische rijk. De Haarlemse beeldhouwer Claus Sluter, die zijn vorming waarschijnlijk in Brussel ontving, werkte er aan de Mozesput en maakte ook enkele bekende pleuranten voor het praalgraf van hertog Filips de Stoute. In Dijon leidde hij verscheidene andere beeldhouwers uit de Lage Landen op. Onder meer Claus van de Werve, Jacob de Baerze en Jean de Marville werkten aan de sculpturen van het prestigieuze klooster Champmol. In de Lage Landen zelf werd hun kunst tijdens de Bourgondische periode niet meer geëvenaard.

### Muziek

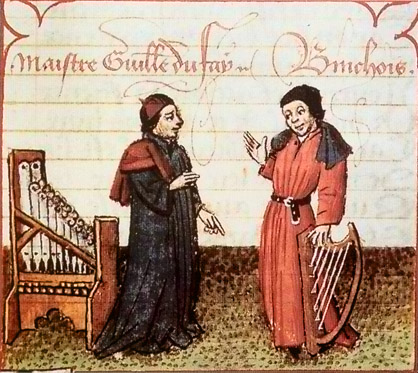
Dufay en Binchois eerste beroemde vertegenwoordigers van de Vlaamse Polyfonie (uit Le Champion des dames)

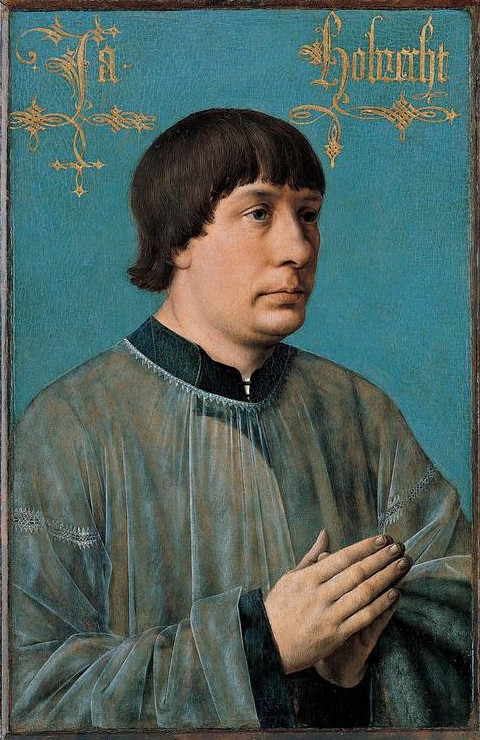
Vlaams polyfonist Jacob Obrecht

Nog vóór de schilderkunst werd de muziek afkomstig uit de Lage Landen al beroemd. Reeds in de dagen van Filips de Goede werd deze als de beste in Europa beschouwd. In Frankrijk, Duitsland en Italië leidden musici uit de Lage Landen omstreeks 1500 de kapellen aan de vorstelijke hoven en in de hoofdkerken van de voornaamste steden.
De meeste en belangrijkste componisten zijn geboren in de historische graafschappen Vlaanderen en Henegouwen en in het hertogdom Brabant. Ze vonden heel vaak emplooi buiten de Nederlanden, met name in Italië, Koninkrijk Frankrijk, het Heilige Roomse Rijk (Duitsland, Oostenrijk, Bohemen, ...), het Spaanse Rijk, Engeland, Hongarije, Denemarken en andere delen van Europa. Geschiedschrijver Guicciardini erkende dat de Fiaminghi met hun Vlaamse Polyfonie de muziek "hebben verheven en tot volkomenheid gebracht". En volgens de Venetiaan Cavallo bevond zelfs de bron der muziek zich in de Lage Landen. De verspreiding van hun componeerstijl, in de hand gewerkt door revolutionaire ontwikkelingen op gebied van muziekdrukkunst vanaf 1501, creëerden vervolgens de eerste werkelijk internationale stijl sinds de opgelegde eenvormigheid van de Gregoriaanse zang uit de 9e eeuw. Bij de aanvang van de Vlaamse polyfonie bestond de boekdrukkunst nog niet, en werd een ruime verspreiding van handgeschreven kopieën als bewijs van bekendheid en populariteit beschouwd.
Vanwege de ontzaglijk rijke materie en de stijlevolutie worden binnen de Franco-Vlaamse School in de polyfonie vijf generaties onderscheiden, gespreid over de periode van circa 1380-1630. Zo stamt de Luikenaar Johannes Ciconia samen met een zestal andere bekwame componisten uit de nulgeneratie. Hij schreef zoals de meesten naast geestelijke ook wereldlijke muziek, waaronder madrigalen, ballades en motetten. De eerste helft van de 15e eeuw werd overheerst door de Kamerijkse school van Guillaume Dufay. Na deze 'eerste Vlaamse School' of zogenaamde Bourgondische School (circa 1420-1460), waartoe ook Gilles Binchois uit Bergen behoorde, evenals diens mogelijke verwanten Arnoldus en Hugo de Lantins, traden vooral de Henegouwer Johannes Ockeghem (vader van het moderne contrapunt en leermeester van Josquin des Prez) en de nauw bij hem aansluitende Gentenaar Alexander Agricola naar voren. Deze laatste is een van de zeldzame overgangsfiguren tussen die Bourgondische stijl, en de stijl van de Vlaamse polyfonisten van Josquins generatie, die zelf nog in beide muzikale stijlen schreef, waaruit zich de Prima Prattica zou ontwikkelen. Tot de generatie van de beroemde Josquin behoorden verder de componist, maar vooral begaafde kopiist uit Neurenberg, Petrus Alamire, de Gentenaar Jacob Obrecht, die ook in Ferrara werkte, en de Kortrijkzaan Pierre de la Rue. Omstreeks het midden van de eeuw begonnen talloze componisten en zangers de nieuwe stijl via de vorstenhoven over heel Europa uit te dragen, naar Frankrijk en Italië, Spanje, Engeland, Duitsland, Hongarije tot Denemarken toe. Deze beweging werd geleid door Ockeghem uit Dendermonde, die onder meer bij drie Franse koningen als hofkapelmeester in dienst trad.

### Letterkunde
In 1425 stichtte hertog Jan IV van Brabant de universiteit van Leuven, met een eigen bestuur en rechtspraak, politie, gevangenis, en die vrijgesteld was van belasting. Maar het waren de plastische kunsten en de muziek die de Fiaminghi buitenlandse roem verschaften, niet de wetenschappen of de literatuur.
De letterkunde was net als de universiteit grotendeels Franstalig, omdat de hofkunst en cultuur die ze inspireerde in het Frans was. Bekende kroniekschrijvers waren Olivier de La Marche en Jean Froissart. De Librije van Bourgondië, een bibliotheek die voornamelijk onder Filips de Goede tot stand kwam, wordt voor een groot stuk bewaard in de Koninklijke Bibliotheek van België te Brussel. Geschiedschrijvers waren in de Bourgondische tijd diplomaten, raadslieden en zelfs krijgslui, die van nabij de gebeurtenissen volgden. Filips van den Clyte uit Komen, daarom ook Comynes genaamd, was de belangrijkste op dat gebied. Zijn werk wordt gezien als vooruitlopend op de renaissanceliteratuur. Voorts was er George Chastelain afkomstig uit Vlaanderen.
Ook volksliederen werden opgetekend, vooral in de 15e en 16e eeuw, waaronder oude eenvoudige kerstliederen. Zuster Bertken dichtte als Utrechtse kluizenares een aantal geestelijke liederen. Mensen die zich met de letterkunde wilden inlaten, konden dat doen in het kader van de gilden en de rederijkerskamers (de Cameren van Rhetorica). Ook toneelstukken werden geschreven en opgevoerd, eventueel als wagenspelen voor het grote publiek buiten, zoals de mysteriespelen.

## Religieus leven
Het Westers Schisma tussen 1378 en 1417 viel in de Bourgondische periode en zorgde voor verdeeldheid in Europa en ondermijning van het pauselijk gezag, aangezien er twee en zelfs even drie pausen waren. Er gingen stemmen op voor een algehele hervorming, maar de verscheurde Kerk miste de krachtdadigheid om daar iets mee te doen. De periode ging gepaard met algemeen zedelijk verval zowel onder leken als geestelijken. De hoven en hogere kringen werden gekenmerkt door grote weelde die gepaard ging met lichtzinnigheid en genotzucht. Veel geestelijken lieten zich daarin meesleuren tot ergernis van eenvoudige gelovigen. Geestelijke ambten werden aan beschermelingen toebedeeld of voor geld ingenomen.
Als typisch Nederlandse beweging trad tegen de religieuze verloedering de Moderne Devotie naar voren. Geïnspireerd door de Zuid-Nederlandse begijnhoven stichtte Geert Grote uit Deventer reeds in 1379 een huis voor Zusters van het Gemene Leven, gericht op inkeer en contemplatie, en sterk onder de invloed van Ruusbroec. Zoals in de begijnhoven gold geen kloosterregel en behielden de vrouwen van deze woongemeenschappen aldus relatieve zelfstandigheid, ook financieel, tegenover de kerkelijke overheid, al zou deze laatste al spoedig pogen om via de 'meesteres' de gang van zaken te beïnvloeden en te reguleren. Dit gebeurde onder meer op basis van de ketterijbeteugeling, waar steeds meer vrouwen het slachtoffer van werden wanneer ze in de buitenwereld van hekserij werden beticht. Persoonlijke levensheiliging en praktische levenswijsheid vormden het streven van zowel leken als geestelijken van de Moderne Devotie. De later volgende Reformatie zou ook en vooral in een groot deel van het verspreidingsgebied van de Moderne Devotie wortel schieten.
Ook de strengste orde, die van de Kartuizers, begon in deze periode kloosters te stichten, elf in getal op het Belgisch grondgebied in de 14e en 15e eeuw. Ook zij onderhielden een hoogstaand geestelijk leven te midden van het algemeen religieus verval en oefenden sterke invloed uit op andere reeds bestaande kloosterorden. Dionysius de Karthuizer was de auteur van het eerste boek dat in Vlaanderen gedrukt werd, Speculum conversionis peccatorum ('Spiegel van de bekering der zondaars').